# Qué sabe nadie

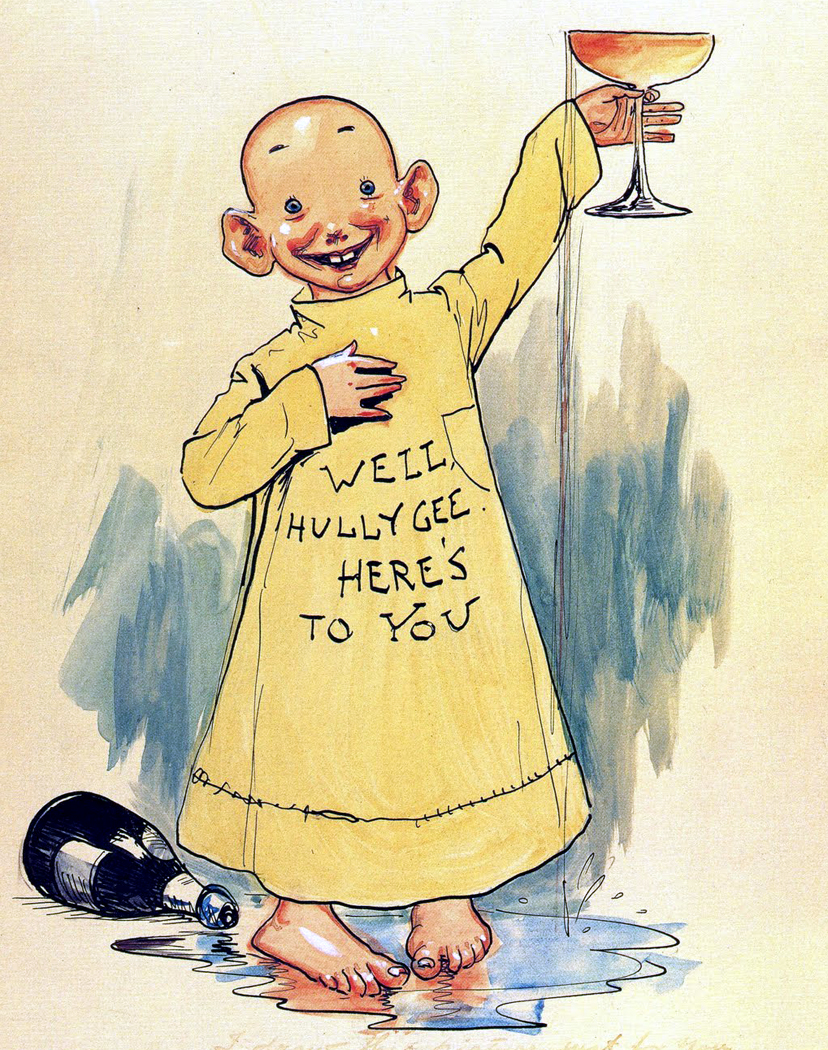
The Yellow Kid, como símbolo de los inicios de la llamada prensa amarilla, parangón de la información inexacta, inconsistente y de dudosa veracidad.

Qué sabe nadie es una expresión castellana con la que, en pocas palabras, se condensa una respuesta con la cual se desea transmitir el parecer contrario al valor o a la verdad de un rumor, o noticia, que se estima de poco o ningún fundamento, sobre la base de la poca entidad de las personas o las malas fuentes de información que han originado la noticia o rumor, de modo tal que el ninguneo del receptor considera que el proferidor es tan ínfimo que no llegar a tener siquiera entidad, que es simplemente nadie.
La expresión Qué sabe nadie es el título de una de las más populares canciones de Raphael, compuesta por Manuel Alejandro. La grabó en 1981 para su álbum En carne viva.
El empleo de este célebre proverbio, o apotegma, de apariencia antitética, es más coloquial, o familiar, que culto o técnico, si bien por su sencilla plasticidad está calando su uso en estratos sociales o profesionales de mayor nivel formativo.